# Adolf Obermüllner

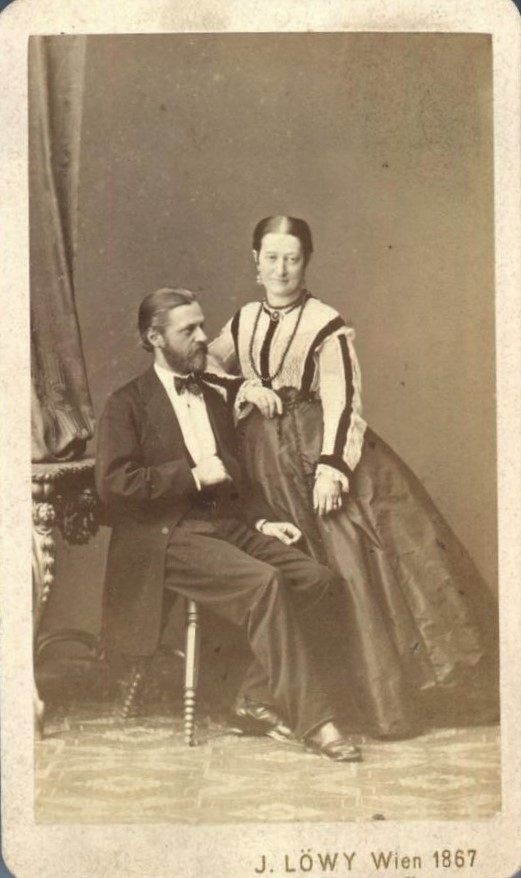
Adolf Obermüllner (1867). Foto von Josef Löwy

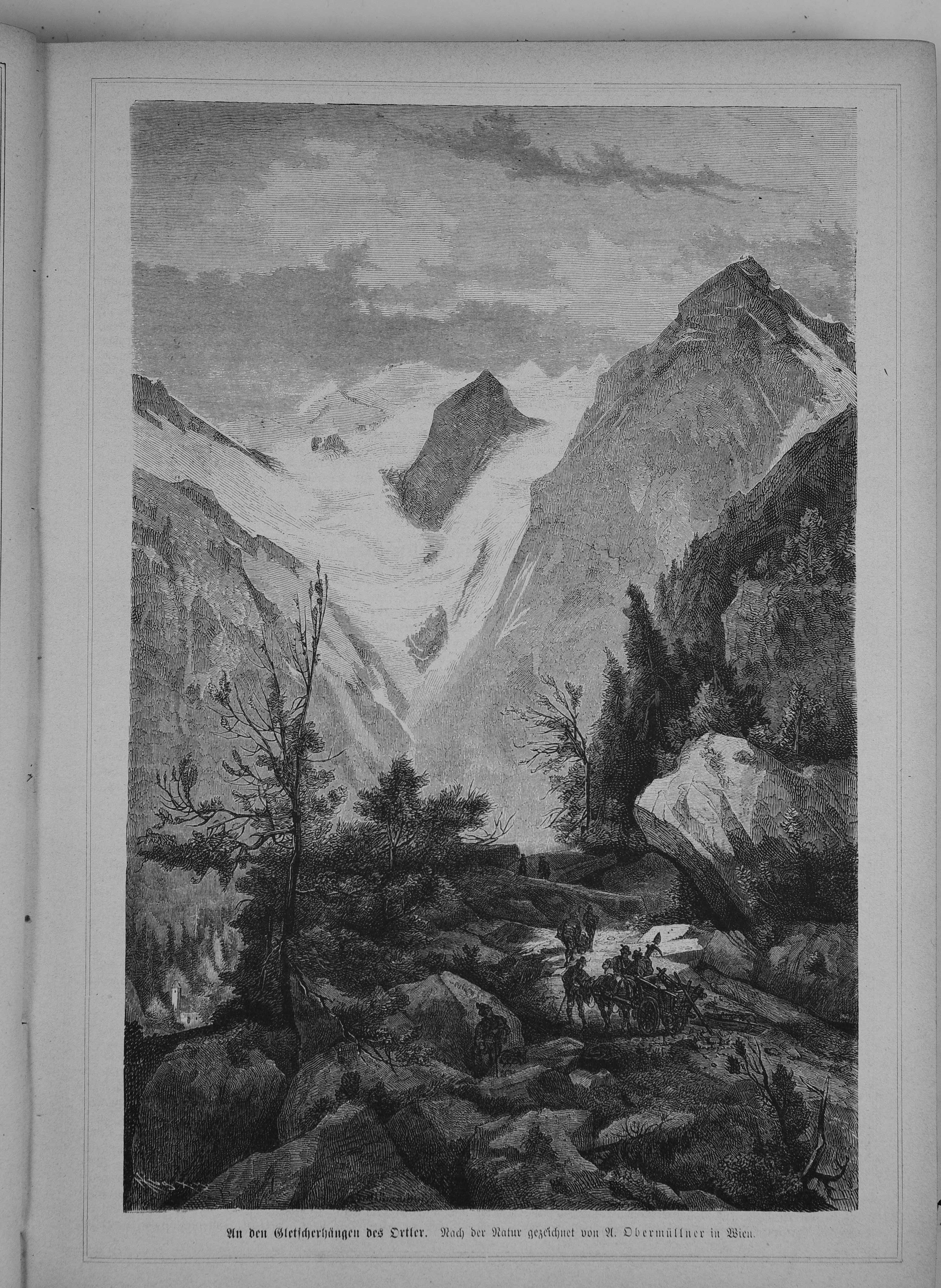
Zeichnung von Adolf Obermüllner in Die Gartenlaube. 1877

Adolf Obermüllner (* 3. September 1833 in Wels, Oberösterreich; † 29. Oktober 1898 in Wien) war ein österreichischer Maler.
Mit 18 Jahren kam Obermüllner 1851 an die Akademie der bildenden Künste Wien und wurde Schüler  des Landschaftsmalers Franz Steinfeld. Anlässlich einer großen akademischen Ausstellung konnte Obermüllner nicht nur debütieren, sondern seine Werke wurden auch mit einem 1. Preis prämiert.
Anschließend ließ sich Obermüllner in München nieder und wurde von Richard Zimmermann in dessen Atelier aufgenommen. Nach drei Jahren unternahm Obermüllner eine ausgedehnte Studienreise durch Italien, Holland und Frankreich. 1860 kehrte er nach Österreich zurück und ließ sich für den Rest seines Lebens in Wien nieder.
1861 engagierte der österreichische Alpenverein Obermüllner für eine Alpen- und Gletscherexpedition. Hauptaufgabe dieser Exkursion waren Vermessungen und eine Art Bestandsaufnahme mittels Photographien und Zeichnungen. Veröffentlichungen wie Album der Kronprinz-Rudolfs-Bahn, Aus dem bayrischen Hochgebirge, Aus Tirol u. a. waren die Ausbeute dieser Reise.
Im Alter von 65 Jahren starb der Maler Adolf Obermüllner 1898 in Wien.
Im Jahr 1899 wurde in Wien-Leopoldstadt (2. Bezirk) die Obermüllnerstraße nach ihm benannt.

## Werke (Auswahl)
- Der Obersee im bayrischen Gebirge
- Chamonix mit dem Montblanc
- Stilfser Joch
- Ortler
- Das Nassfeld bei Gastein
- Der Rauriser Goldberggletscher
- Der Königssee
- Traunkirchen am Gmundener See
- Zwölf Nordpollandschaften (1875, nach Vorlagen von Julius Payer)
- Bregenz am Bodensee
- Berninagruppe
- Friedhof in der Natur
- Dachstein